# Peso crucero
Peso crucero, a veces llamado peso pesado junior, es una categoría competitiva del boxeo y otros deportes de combate, que agrupa a competidores de peso considerable. En el boxeo, solo existe en la práctica profesional masculina, abarcando a los púgiles que pesan más de 81 kilos (176 lb) y menos de 91 kilos (201 lb). 
En el boxeo profesional se encuentra entre las categorías de los semipesados y los pesados. Antes del actual sistema de pesos los semipesados y los crucero eran a menudo intercambiados en el Reino Unido.

## Historia
El actual límite de peso de la división se encuentra en las 200 libras, aunque este límite se creó en el año 2003. Anteriormente el límite eran las 190 libras (también en 1981 el Consejo Mundial de Boxeo lo cambió a 195 libras).
Esta división fue creada para poder acomodar a los boxeadores pesados que no podían competir con los más grandes de su división ya que durante los años 70 lo normal entre los boxeadores pesados era estar entre las 220 y las 230 libras.
El Consejo Mundial de Boxeo fue la primera organización en reconocer la división de los crucero y creó su primera pelea por el título el 8 de diciembre de 1979 entre Marvin Camel y Mate Parlov. El combate terminó en empate pero la revancha disputada en marzo de 1980 dio la victoria a Camel que fue el primer campeón de peso crucero de la historia.
En 1982 fue la Asociación Mundial de Boxeo la que reconoció a Ossie Ocasio como su primer campeón, después de derrotar a Robbie Williams aunque este título fue en un principio llamado "Pesado junior".
Por su parte, la Federación Internacional de Boxeo disputó en 1983 su primer combate entre el antiguo campeón del Consejo, Marvin Camel ante Rick Sekorski en el cual ganó otra vez Camel.
En ocasiones los campeones crucero suben de categoría para pelear en la categoría pesada y en ocasiones con gran éxito como fue el caso de Evander Holyfield, campeón unificado crucero de la Asociación Mundial de Boxeo, de la Federación Internacional de Boxeo y del Consejo Mundial de Boxeo y posteriormente campeón en peso pesado, categoría a la que subió en 1988.

## Campeones profesionales

### Actuales campeones
| Asociación | Desde                | Campeón           | Récord       | Defensas |
| ---------- | -------------------- | ----------------- | ------------ | -------- |
| Super WBA  | 31 de agosto de 2019 | Arsen Goulamirian | 25-0 (17 KO) | 1        |
| WBA        | Vacante              | Vacante           |              |          |
| WBC        | 31 de enero de 2020  | Ilunga Makabu     | 29–2 (25 KO) | 2        |
| IBF        | 2 de julio de 2022   | Jai Opetaia       | 22–0 (17 KO) | 0        |
| WBO        | 20 de marzo de 2021  | Lawrence Okolie   | 26-1 (19 KO) | 0        |

- Actualizado el 20/09/2022